# Sophia Thomalla
Sophia Thomalla (ur. 6 października 1989 w Berlinie) – niemiecka aktorka, prezenterka i modelka.

## Filmografia
- 2008: Nasz Charly - jako Helena Schön
- 2010-2013: Górski lekarz - jako Nicole Schneider
- 2011: Ostatni gliniarz - jako Sonia von Baranki
- 2013: Kobra – oddział specjalny - jako Elena Kovic
- 2015: Da muss Mann durch - jako Audrey
- 2020: Betonowe złoto - jako Chantal
- 2020: Nie można inaczej - jako Katja
- od 2021: Are You The One? - jako Moderatorka
- od 2020: Date or Drop - jako Moderatorka
- 2022: Die Bachelorette – Das große Wiedersehen - jako Moderatorka